# Tiroteos de Hanau
Los tiroteos de Hanau de 2020 se refiere a dos tiroteos masivos ocurridos el 19 de febrero de 2020 en la ciudad alemana de Hanau, en el estado federado de Hesse. De acuerdo a los informes preliminares de la prensa, dieron cuenta de la fuga del perpetrador, Tobias Rathjen, que posteriormente fue encontrado muerto en su casa junto a su madre Gabriele Rathjen.

## Desarrollo
Los ataques fueron perpetrados alrededor de las 10:00 p. m. (UTC+1), en dos bares de narguile (conocidos como «shisha bar» en Alemania), uno ubicado en el centro de la localidad de Hanau, frente a la plaza central, y el otro en el barrio de Kesselstadt, al poniente de la ciudad. En el primer reporte preliminar, fueron identificados al menos ocho fallecidos. Nueve personas murieron en los dos tiroteos. El perpetrador luego condujo a casa, le disparó a su madre y se suicidó, dejando una nota de suicidio en donde se culpó por todos los asesinatos, contabilizando un total de once fallecidos, incluido el propio perpetrador.
- Ferhat Unvar
- Mercedes Kierpacz
- Sedat Gürbüz
- Gökhan „Gogo“ Gültekin
- Hamza Kenan Kurtovic
- Kalojan Velkov
- Vili Viorel Păun
- Said Nesar Hashemi
- Fatih Saracoglu
- Gabriele Rathjen

## Perpetrador
El perpetrador de ambos ataques fue Tobias Rathjen, un sujeto de nacionalidad alemana de 43 años de edad, quien actuó en solitario portando una pistola semiautomática de tipo Glock17, calibre 9 × 19 mm Parabellum. El hombre fue hallado muerto en su apartamento al poco tiempo después de que fuera conocida su identidad. Realizaba ciberactivismo en favor del neonazismo, promoviendo un discurso xenofóbico, especialmente islamófobo, donde también se manifestaba a favor del supremacismo blanco y de una «limpieza étnica mundial» en contra de musulmanes y judíos.
El perpetrador también alegó en su carta de suicidio que telepáticamente el gobierno lo estaba persiguiendo y vigilando.